# 漢語大字典

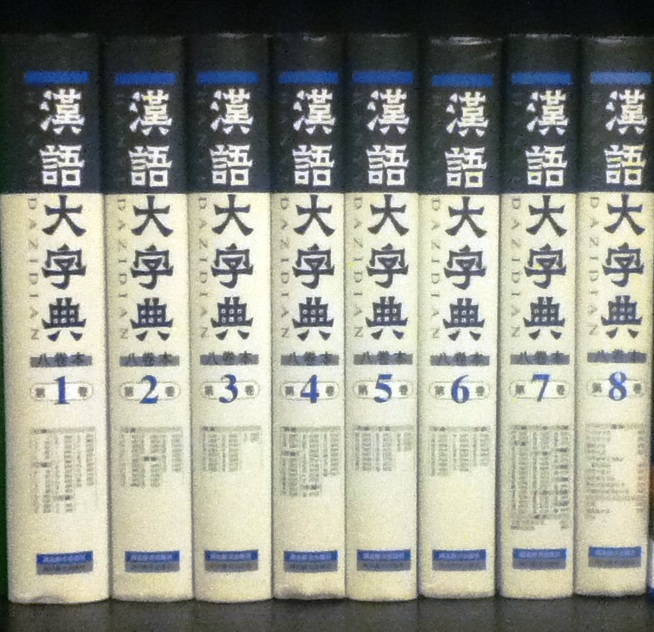
2006年の第2版

漢語大字典（かんごだいじてん、簡体字: 汉语大字典, 繁体字: 漢語大字典）は、1986年から1989年にかけて出版された中国の字書である。

## 概要
1974年、400人以上の編纂者によって字書の編纂が始まり、1986年から1989年にかけて全8巻で出版された。5790ページに及ぶ初版のほか、1995年に出版された3巻版、ポケット型が存在する。第2版（右画像）は2006年に出版されたもので、各ジャケットに部首が印刷されており、素早く文字を調べることができるようになっている。
初版の時点では54678個の漢字を掲載していたが、その後2010年までに60370個に増大した。その中には甲骨文字、金文、篆書体を由来としている漢字もある。
発音については、上古中国語、中古中国語、標準中国語に分けられ、それぞれ解説されている。特に古い意味については、古代の字書（特に『説文解字』）や、古典を引用していることがある。200部首に分けられ、漢字は画数順に配列されている。
第8巻には、上・中古中国語の韻図、異体字、索引、補遺などの付録がある。
漢語大字典は結果として漢字における標準文献として位置づけられており、Unihanや英語版ウィクショナリーなどのサイトで引用されている。